# Birgit Schneider (Medienwissenschaftlerin)
Birgit Schneider (* 1972 in Würzburg) ist eine deutsche Bild- und Medienwissenschaftlerin. Sie ist Professorin für Wissenskulturen und mediale Umgebungen an der Universität Potsdam. Zu ihren Schwerpunkten gehören Medienökologie und Medienästhetik.

## Leben
Seit 1992 studierte Birgit Schneider Kunst- und Medienwissenschaften sowie Medienkunst und Philosophie an der Hochschule für Gestaltung Karlsruhe, unterbrochen von Gastsemestern am Goldsmiths College London und an der Humboldt-Universität zu Berlin. Ihren Magister artium machte sie 1999 in Karlsruhe. Nachdem sie seit 1997 selbständig als Grafikerin tätig gewesen war, arbeitete sie von 2000 bis 2007 als wissenschaftliche Mitarbeiterin an der Forschungsabteilung „Das technische Bild“ der Humboldt-Universität zu Berlin. Dort wurde sie im Fach Kulturwissenschaften 2006 zum Dr. phil. promoviert.
Nach einer Tätigkeit als Konzept- und Inhalteentwicklerin für die Firma art+com in Berlin, forschte sie seit 2009 im Rahmen eines Dilthey-Fellowships der Förderinitiative Pro Geisteswissenschaften an der Europäischen Medienwissenschaft der Universität Potsdam am Projekt Klimabilder. Des Weiteren war sie Fellow am Internationalen Kolleg für Kulturtechnikforschung und Medienphilosophie in Weimar sowie am Rachel Carson Center for Environment and Society an der Ludwig-Maximilians-Universität in München und am Department of Geography in Cambridge. Im Jahr 2010 vertrat sie die Professur Geschichte und Theorie der Kulturtechniken an der Bauhaus-Universität Weimar, 2021 habilitierte sie sich.
Seit 2016 ist sie Professorin an der Universität Potsdam im Fachbereich Medienwissenschaft.

## Publikationen (Auswahl)
Als Autorin
- Der Anfang einer neuen Welt. Wie wir den Klimawandel erzählen ohne zu verstummen, Berlin: Matthes & Seitz 2023, 285 Seiten. ISBN 978-3-7518-0373-1
- Klimabilder. Eine Genealogie globaler Bildpolitiken von Klima und Klimawandel, Berlin: Matthes & Seitz 2018, 462 Seiten. ISBN 978-3-95757-545-6
- Textiles Prozessieren. Eine Mediengeschichte der Lochkartenweberei, Berlin/Zürich: diaphanes, 2007, 329 Seiten. ISBN 978-3-03734-007-3

Als Herausgeberin
- Spürtechniken. Von der Wahrnehmung der Natur zur Natur als Medium, hrsg. mit Evi Zemanek. Sonderheft der Zeitschrift Medienobservationen, Köln, 2020, open access.
- Diagrammatik. Ein interdisziplinärer historischer Reader, hrsg. mit Jan Wöpking und Christoph Ernst, Berlin: De Gruyter 2016. ISBN 3050057998
- The Technical Image. A History of Styles in Scientific Imagery, englische Fassung des Buchs Das Technische Bild, hrsg. mit Horst Bredekamp und Vera Dünkel, Chicago: Chicago University Press, 2015. ISBN 022625884X
- Image Politics of Climate Change. Visualizations, Imaginations, Documentations, hrsg. mit Thomas Nocke, Bielefeld: transcript / New York: Columbia University Press, 2014. ISBN 978-3-8376-2610-0
- Das Technische Bild. Kompendium für eine Stilgeschichte wissenschaftlicher Bilder, hrsg. mit Horst Bredekamp u. Vera Dünkel, Berlin: Akademie Verlag 2008. ISBN 9783050044965
- Diagramme und bildtextile Ordnungen. Band 3,1 in der von Horst Bredekamp und Gabriele Werner herausgegebenen Reihe Bildwelten des Wissens. Kunsthistorisches Jahrbuch für Bildkritik, Berlin: Akademie Verlag 2005. ISBN 978-3-05-004120-9